# Jurong Pante
Jurong Pante is een bestuurslaag in het regentschap Pidie van de provincie Atjeh, Indonesië. Jurong Pante telt 349 inwoners (volkstelling 2010).